# 德意志帝国音乐审查办公室

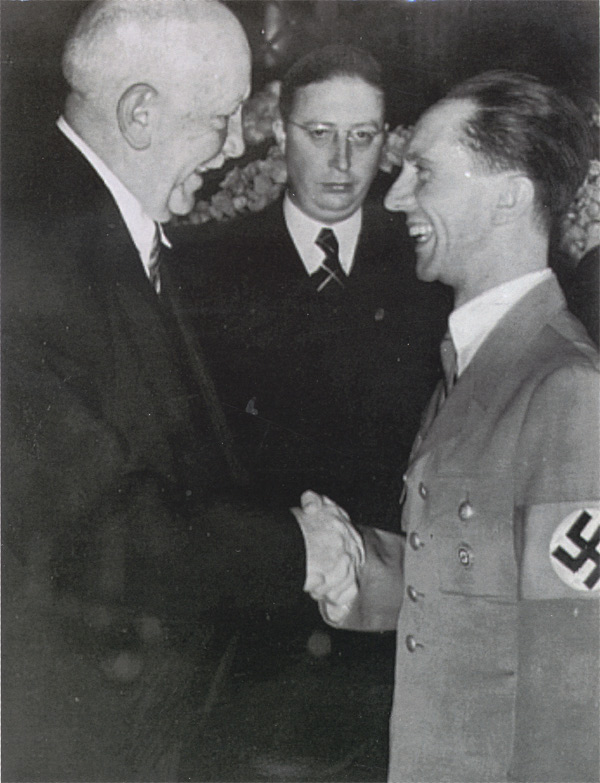
1938 年，海因茨·德鲁斯在理查德·施特劳斯（左）和约瑟夫·戈培尔中间

德意志帝国音乐审查办公室（德语：Reichsmusikprüfstelle）是纳粹德国国民教育与宣传部下属的一个组织，其职责是阻止在纳粹德国传播某些“不受欢迎”的音乐。在这方面，它与帝国音乐厅的帝国文化商会密切合作。

## 历史
该办公室的成立是由于帝国文化室于1937年12月发布的一项关于“不受欢迎和危险音乐”的命令。海因茨·德鲁斯（英文：Heinz Drewes）成为该办公室的第一任主任。最初，该办公室的任务是审查所有准备出版或分发的外国音乐，但在1939年3月，审查范围扩大到国内所有的音乐。由于这个任务对一个机构来说太过庞大，出版商只有在被命令时才会强制提交音乐给该办公室，但除此之外，一些作曲家仍然会主动提交他们自己的作品。
作为工作的一部分，德意志帝国音乐审查办公室出版了一系列“不受欢迎”的作品清单，其中第一份清单于1938年8月31日发布，并于9月1日在帝国文化室的官方期刊出版，之后几年里又发布了几个类似的清单。实际上，清单上的作品很少有真正被禁止的，因为该办公室的存在本身具有自我调节的效果。被禁止的音乐大部分属于堕落音乐，比如爵士乐或“黑人音乐”，以及犹太作曲家如古斯塔夫·马勒的作品。

## 外部連結
- "Degenerate" Music in Nazi Germany （页面存档备份，存于）